# بحيرة شتارنبيرغير
بُحيرة شَتارنبِيرغير (بالأَلمانِيَّة: Starnberger See) هِي تجمّع مائِيّ طَبيعيّ؛ نَاتِج عن ذوَبَان الثُّلوج، تُحِيطُها جِبال الأَلب الباڤارِيَّة من كُلِّ الجِهاتِ. تقع البُحيرة فِي بَلدَة شَتارنبِيرغير زيه فِي مِنطَقَة شَتارنبِيرغ التَّابِعة لمُحافظة باڤارِيا العُليَا فِي وِلاَية باڤارِيا فِي جُمهُوريَّة أَلمَانيَا الاِتّحاديّة. باِرتِفاع يصِل إلى 584 مِتر فَوق مُستَوَى سَطح اَلْبَحر، بِمِساحَة تخزِين تصُل إِلي 14 مِليُون مِتر مُكعَّب مِن المِياه؛ وهِي خامس أكبر بُحيرة فِي أَلمَانيَا؛ بمِساحة تُقدَّر بحَوالَي 57 كم². تضُم البُحيرة جزِيرة رُوز؛ وهِي الجزِيرة الوحِيدة فِي بُحيرة شَتارنبِيرغير. وتُعتبر البُحيرة محطّة مُهِمَّة لِلطُّيُور فِي رحلتِها الموسِمِيَّة؛ ومركز اِستِراحة لمَا بِين 20000 و25000 مِن الطُّيُور المُهاجرة.

## اُنظُر أيضاً
- بُحيرة.
- بُحيرة جَليدِيّة.
- مُستَجمع مائِيّ.

## صُوّر

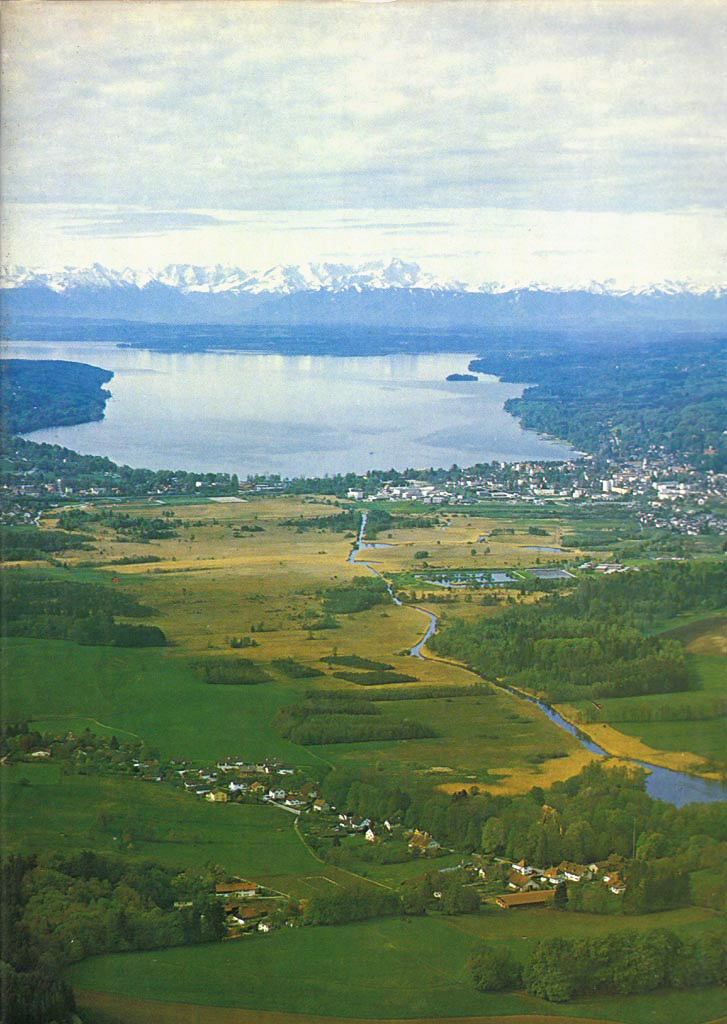
جِبال الأَلب الباڤارِيَّة مَنبع بُحيرة شَتارنبِيرغير.
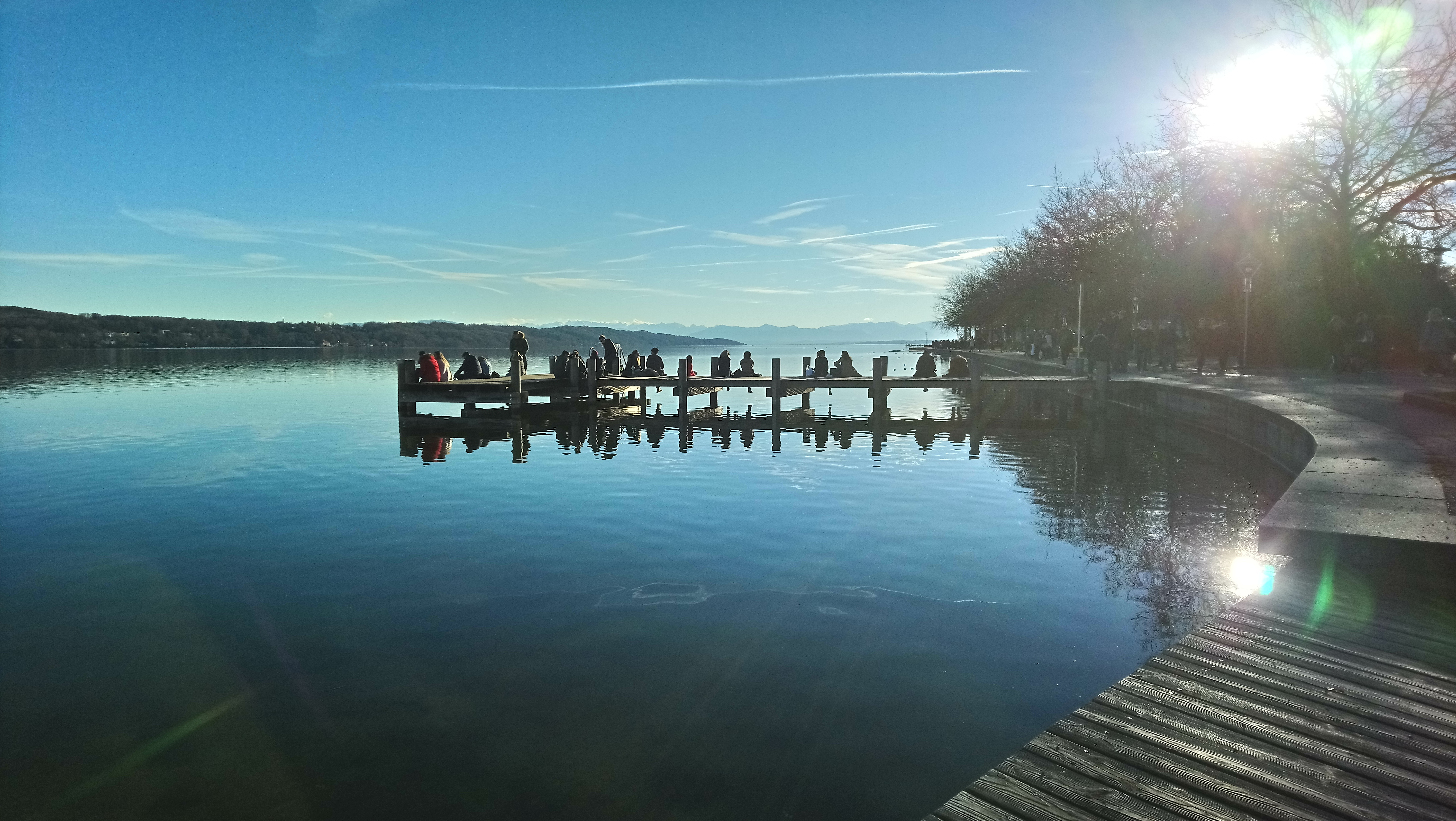
مجمُوعة مُتنزهِين على رصيف بحرِي صغِيرِ مِن الخشب يحتَوِي على جِسر ودِعامات وممرَّ.
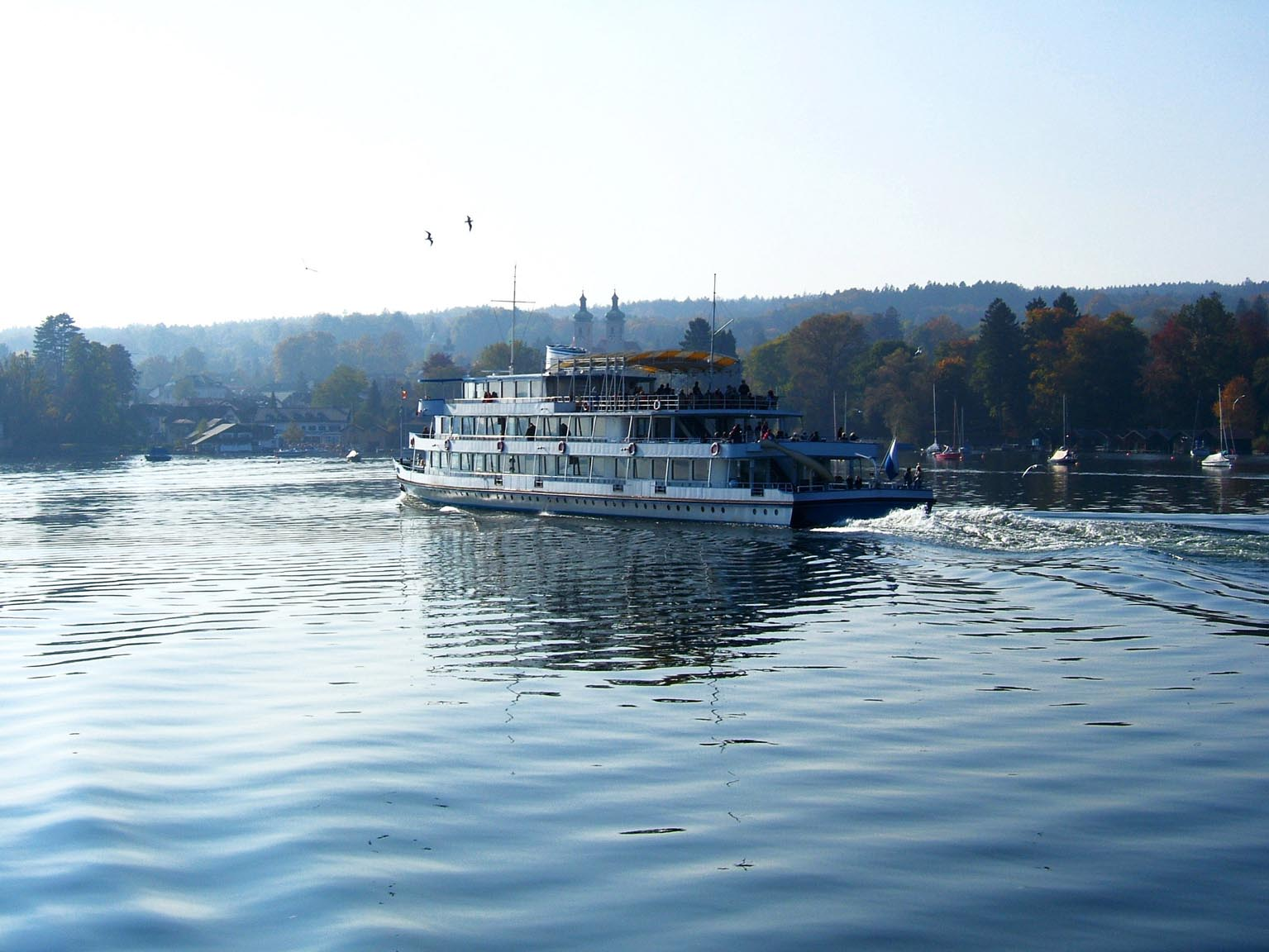
نُزهة على متن سفِينة مِن عام 1955 لَا تُزال مُحافظةٍ على بهائِها.
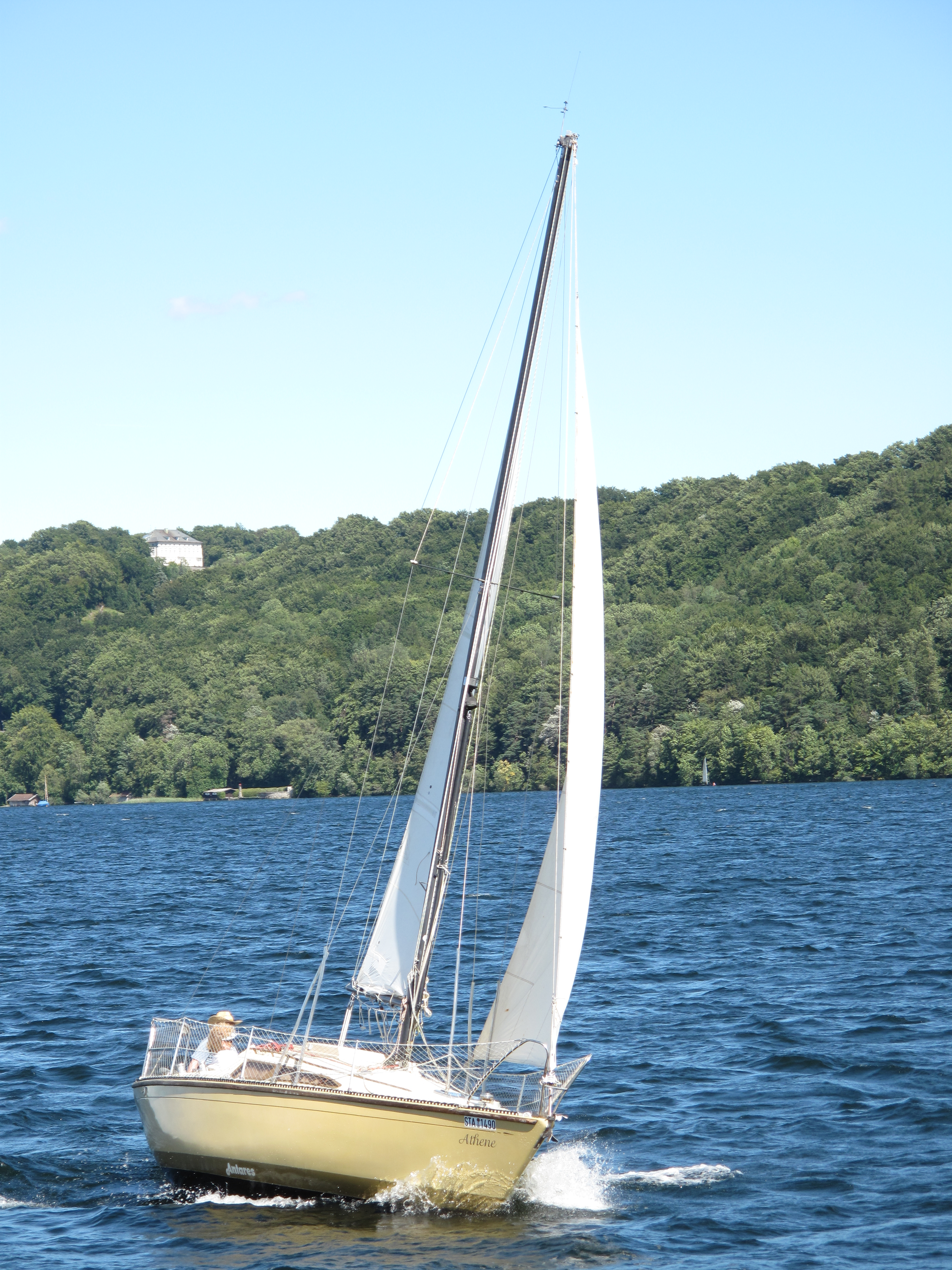
”'لا يُمكِننا توجِيه الرِّياح إِذا سارَّت فِي غير الاِتجاه الَّذِي نرجُو؛ ولكن يُمكِننا توجِيه الأَشرِعة“ مقُولة لِـ أَرِسطُو؛ وصُورة لِمركب شِراعِي على بُحيرة شَتارنبِيرغير.
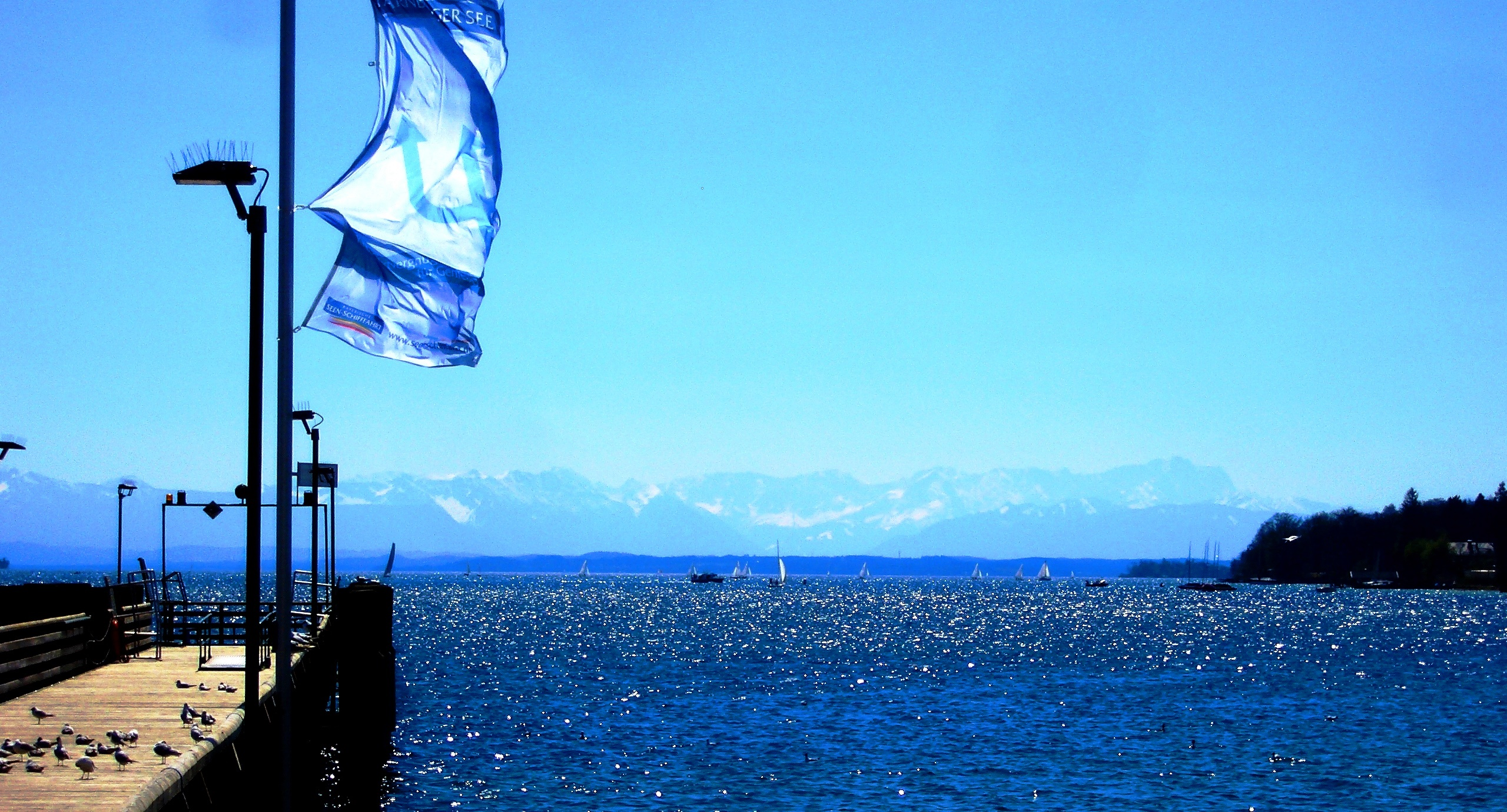
البُحيرة فِي شهر إِبرِيل / نَيسان.
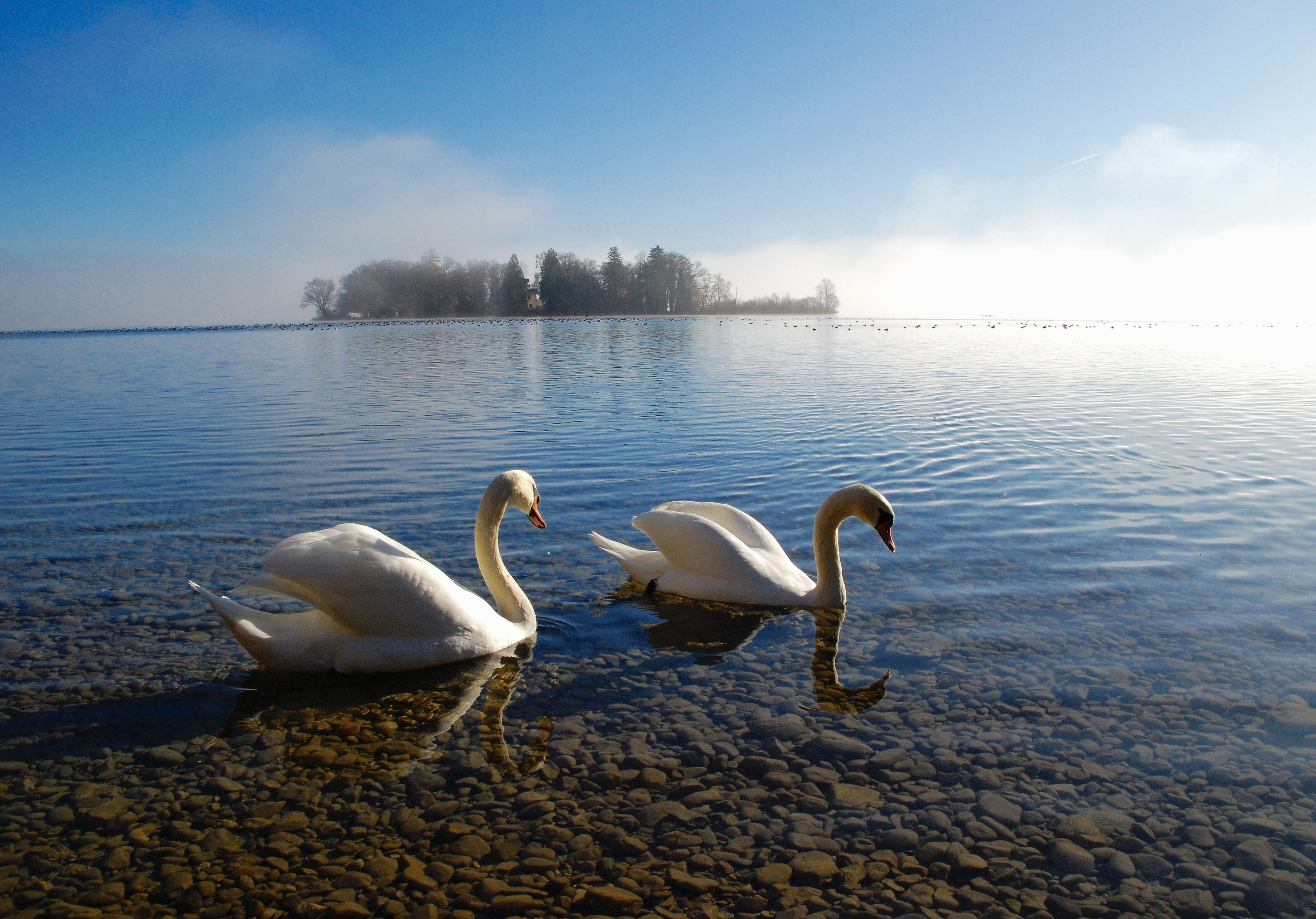
جزِيرة رُوز تُحِيطُها مِياه بُحيرة شَتارنبِيرغير مِن كُلِّ الجِهاتِ.
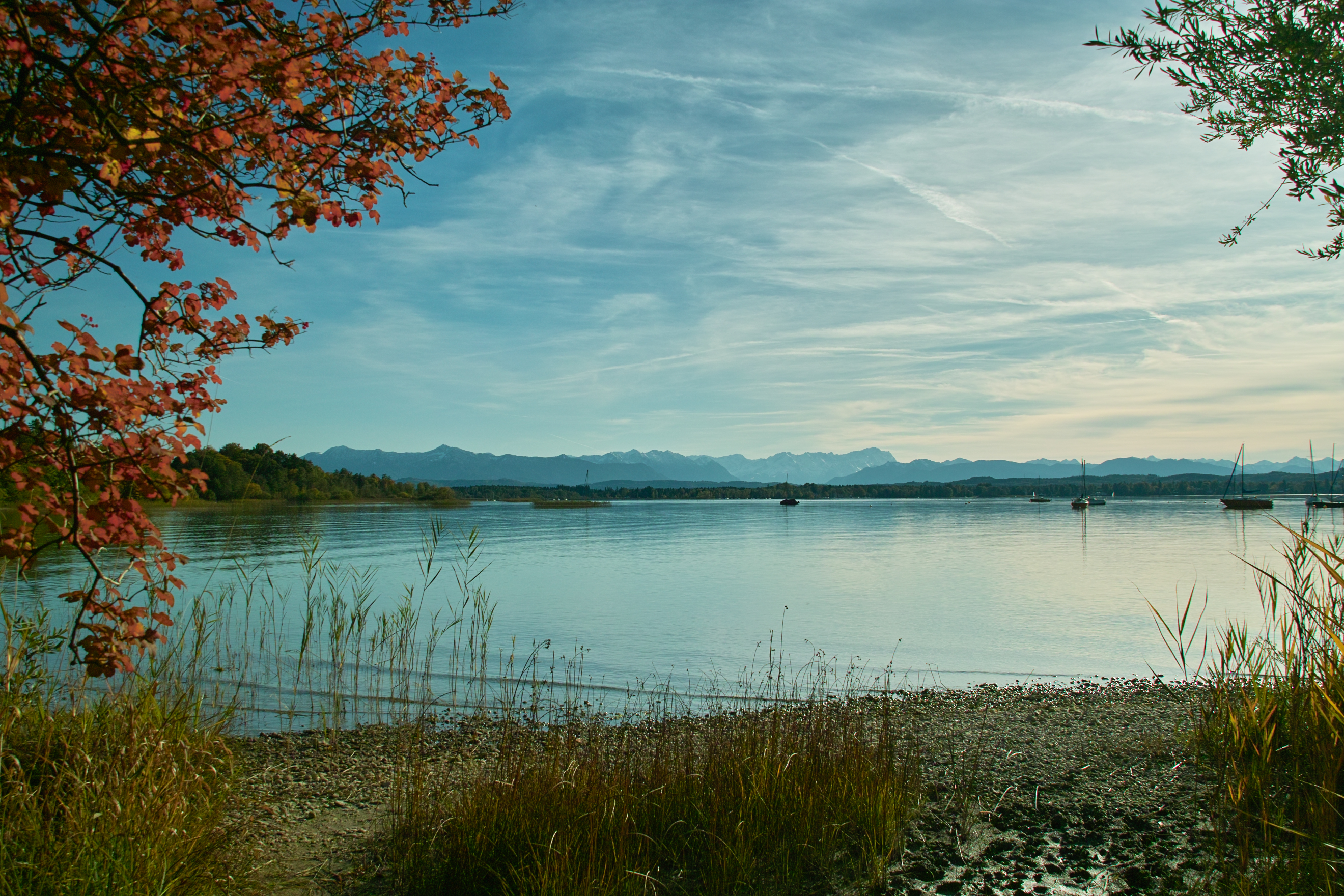
يوم جمِيل وهادِئ بِعدسة رِينالد كِيرشنر فِي شَهر أُكتُوبر / تِشرِين الأوّل.
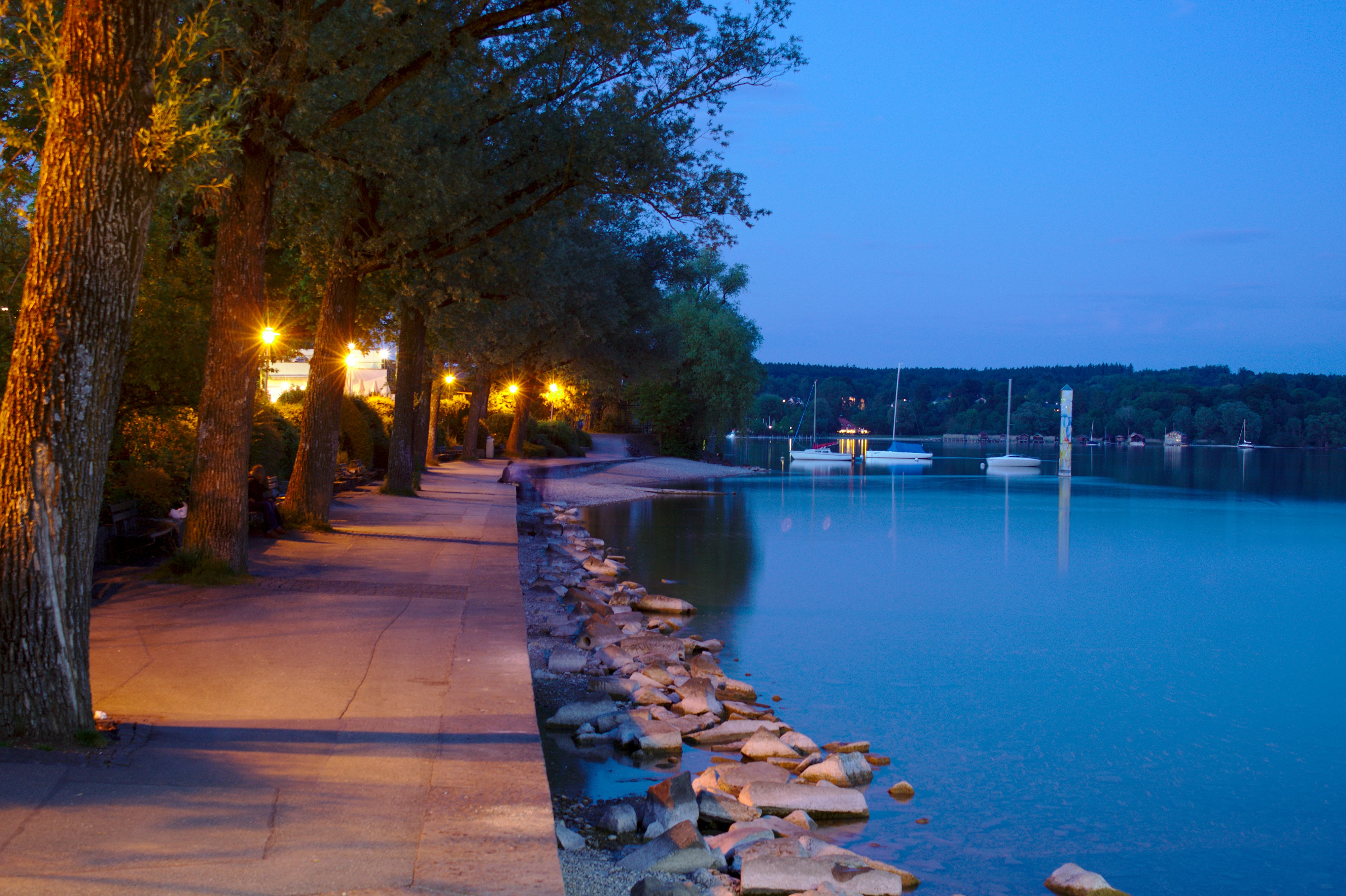
ممرَّ على رصيف شاطِئ البُحيرة.
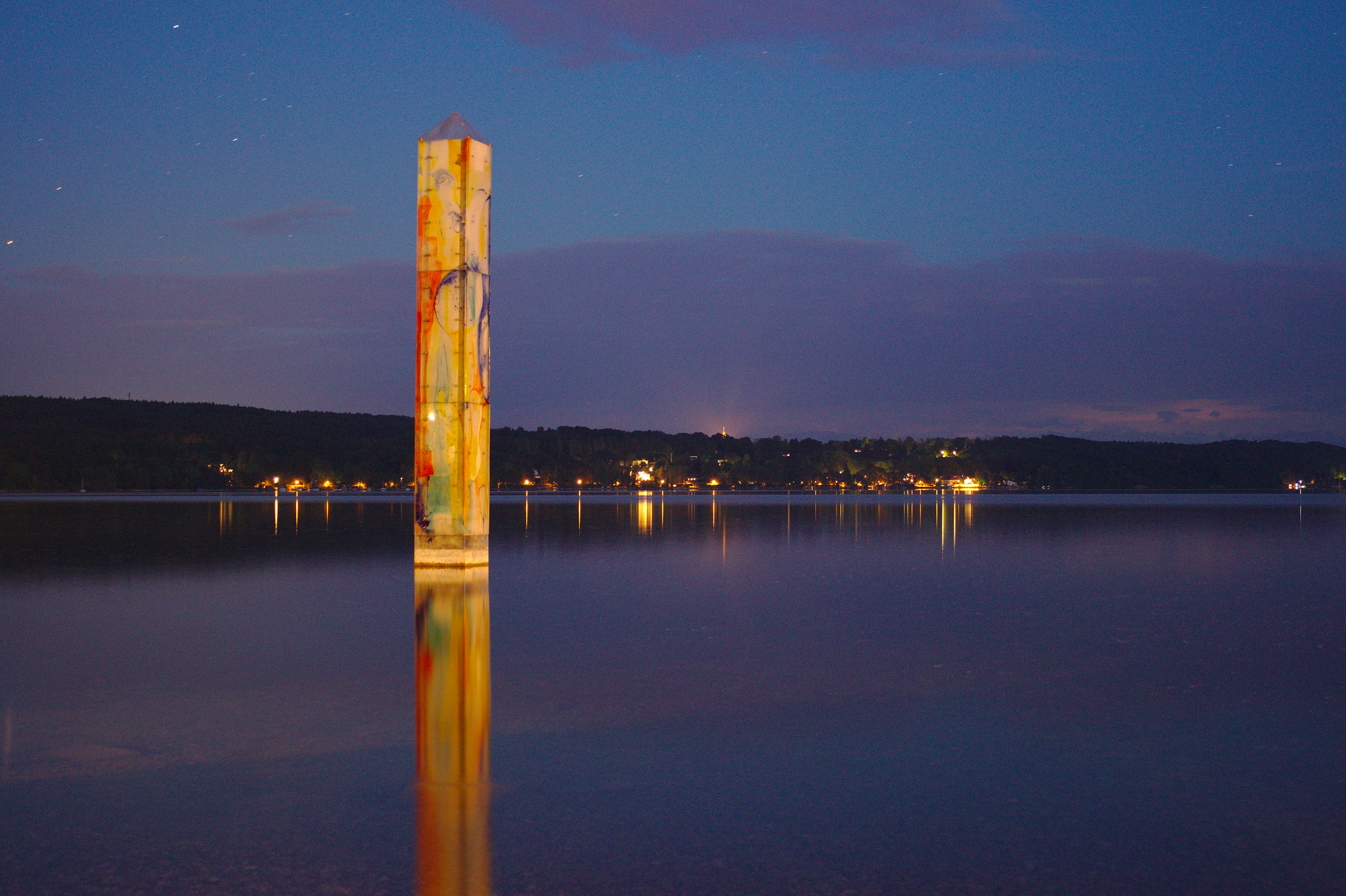
مسلة زُجاجِيّة مِن مَعرِض الحدِيقَة الوطنِي المُقام على شاطِئ البُحيرة.

## مَراجع
1. ↑  وصلة مرجع: http://wldb.ilec.or.jp/Details/Lake/EUR-24.
2. ↑  "معلومات عن بحيرة شتارنبيرغير على موقع openstreetmap.org". openstreetmap.org. مؤرشف من الأصل في 2020-06-08.
3. ↑  "معلومات عن بحيرة شتارنبيرغير على موقع id.loc.gov". id.loc.gov. مؤرشف من الأصل في 2020-10-21.
4. ↑  "معلومات عن بحيرة شتارنبيرغير على موقع enciclopedia.cat". enciclopedia.cat. مؤرشف من الأصل في 2016-04-10.